# الوحدة 840 فيلق القدس
هي وحدة سرية تابعه للحرس الثوري الإيراني، ومسؤولة عن عمليات خارج الحدود الإقليمية. المسؤول الأول لفيلق القدس هو المرشد الأعلى للثورة الإسلامية علي خامنئي. وقائدُها الحالي إسماعيل قاآني. وتُعتبر المعلومات عن الفِرقة قليلة وتعد وحدة 840 التابعه إلى لفيلق القدس من اقوى الوحداة السرية في الشرق الوسط